# 飯田橋検車区
飯田橋検車区（いいだばしけんしゃく）は、帝都高速度交通営団（営団地下鉄）に存在した車両基地である。東西線と有楽町線に、それぞれ同じ名称の検車区が設置されていた。

## 沿革

### 東西線の飯田橋検車区
- 1964年（昭和39年）
  - 9月1日 - 飯田橋検車区準備事務所発足[1]。
  - 12月23日 - 東西線高田馬場 - 九段下間開業に伴い、飯田橋検車区発足[1]。
- 1966年（昭和41年）
  - 1月15日 - 飯田橋検車区三鷹出張所発足。
  - 3月 - 中野駅構内の引き上げ線においても、検査が実施される[2]（翌年9月まで）。
- 1967年（昭和42年）9月13日 - 東西線大手町 - 東陽町駅間延伸・合わせて深川検車区の発足（9月14日）に伴い、飯田橋検車区を廃止[3]。

配置車両・保守車両：5000系
東西線の検査業務は、最初の開業時（高田馬場 - 九段下）には本格的な車両基地がなく、飯田橋 - 九段下間付近に設置した側線を飯田橋検車区と称して、検査業務を行っていた。地上部には事務所が設置され、地下の側線には検査ピット、リフティングジャッキ、ホイスト（小型クレーン）が設置されていた。ここでは1ヶ月検査（当時・現在は90日以内に実施する月検査と称する）、毎日検査（当時・現在は10日以内に実施する列車検査と称する）、臨時修繕、車両清掃を行っていた。この開業時には車輪の保守ができないことから、車輪の摩耗対策として最高速度を 40 km/hに抑えていた。
開業当初の東西線は地上区間がなく他路線との接続もないため、九段下 - 竹橋間（この区間は次期開業予定区間）の本線トンネル上部に搬入口を設置し、クレーン車2台を用いて約11 m下の地下に搬入した。1964年（昭和39年）10月下旬から12月まで1か月半をかけて搬入させた。
中野駅延伸後は、国鉄の三鷹電車区（現・JR東日本・三鷹車両センター）内に飯田橋検車区三鷹出張所を設置し、毎日検査と新造車両の受取検査を実施していた 。延伸開業に伴う新造車両は、国鉄線経由の甲種車両輸送により三鷹電車区に搬入した。なお、詳細については深川検車区の項目を参照のこと。
また、中野駅終端部にあるY字形の引き上げ線は、1966年（昭和41年）3月 - 1967年（昭和42年）9月まで車両検車線として使用していた。
その後は1967年（昭和42年）の東陽町延伸開業に伴い、深川検車区に検車区機能を移管し、東西線の飯田橋検車区は廃止された。検車区廃止後も留置線として残されている。その後1969年（昭和44年）の西船橋延長時に下妙典留置線、後の行徳検車区も設置されている。
九段下 - 飯田橋間のB線外側に10両編成分1線の留置線が存在し、現在も存在する九段下折り返しの列車が使用する。また、夜間の車両留置にも使用される。
この留置線はB線外側にある為、A線へ折り返す際にB線を支障しダイヤ上のネックとなっていることから、2025年度完成を目標に、本線走行に対応した設備に更新した上で飯田橋方も本線に接続することで副本線化し、折り返し時の支障を軽減する工事を実施している。

### 有楽町線の飯田橋検車区
- 1974年（昭和49年）
  - 9月1日 - 有楽町線飯田橋検車区準備事務所発足[8]。
  - 10月24日 - 有楽町線の開業に先がけて飯田橋検車区が発足[8][9]。
- 1987年（昭和62年）8月12日 - 和光市開業を控え、和光検車区が正式に発足し、飯田橋検車区は廃止となる[9]。
- 1996年（平成8年）3月26日 - 南北線開業により、連絡線の機能を併せ持つこととなる。

配置車両・保守車両：7000系
開業当初の有楽町線（池袋 - 銀座一丁目間）は全線が地下区間で、地上に車両基地を確保することができなかった。このため、飯田橋 - 市ケ谷間の外堀内に地下構造の留置線を設けて、検車区とした。これは外堀の牛込濠、新見附濠の幅が広いことや、位置的に池袋 - 銀座一丁目間のほぼ中間となることから選ばれた。検車区の建設にあたっては、濠内に工事用桟橋の架設、築堤、仮締切り鋼矢板打を施工し、掘削用支保工は土留アンカーを施工して、大規模な開削工事を行った。
また、有楽町線桜田門 - 千代田線霞ケ関間に連絡線（8・9号連絡側線）を設け、千代田線綾瀬車両基地を使用して新造車両の受け取り・整備、月検査および一部の列車検査と清掃作業を行っていた。この検車区は和光検車区発足まで、あくまで一時的な検査場として使用することとしていた。主な業務は車両留置、列車検査、営業線対応（故障修繕）、車両洗浄などであった。有楽町線飯田橋 - 市ケ谷間のA線・B線間のほぼ全長にわたって存在し、途中までは2線であるが終端部（飯田橋駅寄り）は合流して1線となっている。
また、南北線からの連絡線は有楽町線B線を横断する形で当留置線に繋がる。交差部はシングルスリップとなっており、有楽町線B線から留置線には進入可能だが、連絡線から有楽町線B線への進入は不可能である。
この検車区は5両編成が6本が留置可能（開業当初の有楽町線は5両編成）で、市ケ谷駅寄りの留置線部には5両編成4本（10両編成2本）が留置でき、合流した1線（検査施設部・5両編成2本または10両編成1本長）の中央には車両洗浄機を備えており、さらに奥には列車検査線（修繕線）のプールピット（5両編成長）を備えている。飯田橋駅構内の地下2階には、検車区事務室、会議室、休憩室などの施設を仮設で備えていた。このほか、同駅の地下2階には有楽町線運転士が所属する飯田橋電車区、車掌が所属する飯田橋車掌区が仮設で設けられていたが、営団成増延伸開業時に、小竹向原駅（小竹電車区、小竹車掌区）に移転した。
和光検車区発足まで、有楽町線用の7000系は全て当検車区所属となっていた。飯田橋検車区および本線留置だけでは収容力が不足することから、前述の8・9号連絡側線を使用して、有楽町線から綾瀬検車区まで入出庫回送列車が運転されていた。回送列車の本数を減らすため、5両編成時代には2本を連結した10両編成として運転していた。朝方、綾瀬検車区から飯田橋検車区まで2本（5両編成を2本連結した10両編成）の出庫回送列車があり、朝ラッシュ終了後に10両編成1本と5両編成1本が、夜間は5両編成1本の綾瀬検車区入庫回送列車が運転されていた。営団成増延伸開業後は、10両編成化されたことから、分割併合は廃止されているが、綾瀬検車区への入出庫回送は継続された。